# ナトリウムメトキシド
ナトリウムメトキシド (Sodium methoxide) はメタノールに金属ナトリウムを溶かしたときに生成する化合物であり、化学式は CH3ONa である。メトキシドアニオンとナトリウムイオンから成る塩である。有機合成において強塩基として用いられる。別名としてナトリウムメチラート (sodium methylate) とも呼ばれる。アルコキシド化合物の代表例のひとつ。

## 性質
外見は白色の粉末で、通常はメタノールやエタノールなどのアルコール溶液として用いられる。エーテル系の溶媒中で懸濁液として用いられることもある。湿気には弱く、水とは速やかに反応してメタノールと水酸化ナトリウムになる。

## 合成
メタノールに金属ナトリウムを慎重に加えると、水素を発生しながらナトリウムメトキシドが生成する。
{\displaystyle {\ce {2CH3OH\ +2Na->2CH3ONa\ +H2\uparrow }}}
通常はこのままメタノール溶液として用いるが、必要があるならば過剰分のメタノールを蒸留と真空乾燥により除去して粉末状とする。

## 用途
ナトリウムメトキシドは強塩基として、アルドール縮合、クライゼン縮合、ホーナー・ワズワース・エモンズ反応など、多くの有機合成に用いられる。
ハロゲン化アルキルと反応して、ハロゲン原子をメトキシ基に置き換える。これはウィリアムソン合成の一種である。ただし、アルキル基のα位に水素があるときは、脱離反応の併発により収率が低下する場合がある。
{\displaystyle {\ce {R-X\ + CH3ONa -> R-OCH3\ + NaX}}}
長期保存したナトリウムメトキシドは湿気で分解しているおそれがあり、使用に際しては注意を要する。また、生物由来の油脂からバイオディーゼル燃料を作るエステル交換に用いられる。